# Auweiher (Ober-Beerbach)
Der Auweiher ist ein Stillgewässer in Ober-Beerbach in Hessen.
Der Weiher befindet sich am Nordrand von Ober-Beerbach. Der Weiher ist circa 40 m lang und maximal circa 35 m breit, seine Wasserfläche beträgt circa 0,1 ha.
Östlich vom Auweiher fließt der Beerbach.